# Костёл Божьего Тела (Богушевичи)
Костёл Божьего Тела (бел. Касцёл Божага Цела) — католический храм в агрогородке Богушевичи, Минская область, Белоруссия. Относится к Борисовскому деканату Минско-Могилёвского архидиоцеза. Памятник архитектуры в стиле неоготики, построен в середине XIX века. Храм включён в Государственный список историко-культурных ценностей Республики Беларусь.

## История
После Брестской унии и последовавших времен Смутного периода окончательно закрепилась роль католического вероучения в Речи Посполитой. Выполняя распоряжение короля владелец имения, Григорий Друцкий-Горский заканчивает строительство первого деревянного костела в Богушевичах в 1644 году. Эту дату можно считать днем основания католического прихода в Богушевичах.
В начале XIX века имение принадлежало Свенторжецким, которые выстроили здесь дворянскую усадьбу и построили новый неоготический храм Божьего Тела. Строительство было завершено летом 1862 года. Храм входил в состав усадебного комплекса. Свенторжецкие планировали использовать его как семейную усыпальницу. По некоторым данным архитектором костела являлся Якуб Кубицкий.
После подавления восстания 1863 года весь усадебный комплекс был сожжён как собственность руководителя отряда повстанцев, однако католический храм уцелел. В 1863 году православная община подала прошение о передаче костела православному приходу вместо сгоревшей 24 июня 1862 года приходской церкви. В июне 1864 года прошение было удовлетворено. Но в связи с недостатком средств переустройство шло долго и открытие состоялась лишь 30 июня 1869 года. Церковь была освящена в память отца Даниила, православного священника погибшего от рук повстанцев в 1863 году — во имя его небесного покровителя Даниила-пророка. Церковь являлась приписной. Основные богослужения проходили в приходской церкви Возвышения Святого Креста, заново отстроенной в местечке, в 1866 году, на средства правительства.
В годы послереволюционной смуты с 29 августа 1919 по 10 июля 1920 года весь Игуменский уезд был занят польскими войсками в ходе советско-польской войны. В этот период Свято-Данииловская церковь в Богушевичах была вновь передана католикам согласно распоряжению генерального комиссара восточных земель.
Уцелел храм и во времена гонений на церковь советского периода. Использовался он для хозяйственных нужд. По воспоминаниям местных жителей в разное время в нём находился склад и сельский клуб.
В поздний советский период храм был заброшен и пустовал вплоть до 2000-х годов. В 1989 году в здании храма произошёл пожар.
В 2000-х годах начал реставрироваться.
В настоящее время — действующий католический храм.

## Архитектура
Шестигранное в плане здание имеет центрическую композицию. С западной стороны к нему примыкает прямоугольная в плане апсида, с восточной — нартекс со стрельчатым входным порталом. По углам здания расположены массивные контрфорсы, которые завершаются фиалами. В центре возвышается шестигранная шатровая башня, увенчанная шпилем. Стены и грани башни прорезаны стрельчатыми оконными проёмами и нишами, опоясаны аркатурными фризами. Внутреннее пространство храма перекрыто звёздчатым сводом с лепными нервюрами. Узкая лестница с ажурной оградой чугунного литья ведёт в восточной части храма на хоры. Входные двери декорированы орнаментальной резьбой.